# بادي جانيت
بادي جانيت (بالإنجليزية: Buddy Jeannette) مواليد 15 سبتمبر 1917 في نيو كنسينغتون - الوفاة 11 مارس 1998، كان لاعب كرة سلة أمريكي تحول إلى التدريب بعد الاعتزال بدأ مسيرته الاحترافية في سنة 1938. بلغ طوله 5 قدم 11 بوصة (1.8 م). اعتزل اللعب في 1950. في 1994 دخل قاعة نايسميث التذكارية لمشاهير كرة السلة.

## فرق لعب لها
- ديترويت بيستونز
- بالتيمور باليتس

## روابط خارجية
- بادي جانيت على موقع إن بي أي (الإنجليزية)
- بادي جانيت على موقع سبورتس رفرنس (الإنجليزية)
- بادي جانيت على موقع ريلجم (الإنجليزية)
- بادي جانيت على موقع بروبوليرز (الإنجليزية)
- بادي جانيت على موقع قاعة المشاهير الجامعة الوطنية لكرة السلة (الإنجليزية)
- بادي جانيت على موقع سبورتس رفرنس (الإنجليزية)
- بادي جانيت على موقع كلية كرة السلة في سبورتس رفرنس.كوم (الإنجليزية)
- بادي جانيت على موقع سبورتس رفرنس (الإنجليزية)